# Schwetzingen
Schwetzingen je velké okresní město v německé spolkové zemi Bádensko-Württembersko, v zemském okrese Rýn-Neckar. Město se nachází v severozápadní části spolkové země, asi 10 km jihozápadně od Heidelbergu a 15 km jihovýchodně od Mannheimu. Významnou památkou města je hlavně zámek Schwetzingen s rozsáhlými zámeckými zahradami, ve kterých se, mimo jiné, nachází i mešita.
Žije zde přibližně 22 tisíc obyvatel. Ve městě sídlí okresní soud, notářská kancelář, ale i úřad práce nebo celní úřad. Krom gymnázia je zde i reálka a čtyři základní školy. Vydavatelství Mannheimer Morgen zde vydává deník Schwetzinger Zeitung.

## Geografie
Schwetzingen se nachází v regionu Porýní-Neckar v Hornorýnské nížině, mezi Rýnem a Odenwaldem. Městem protéká říčka Leimbach, která se dále vlévá do Rýna a v minulosti obklopovala tehdy vodní hrad Schwetzingen. Katastrální území města je celkem 2163 ha, přičemž 33,3 % tvoří obytná místa a doprava, 27,2 % zabírají zemědělské plochy a 35,7 % jsou lesy. Město přímo sousedí s Mannheimem, Plankstadtem , Oftersheimem, Hockenheimem, Ketschem a Brühl.

## Historie

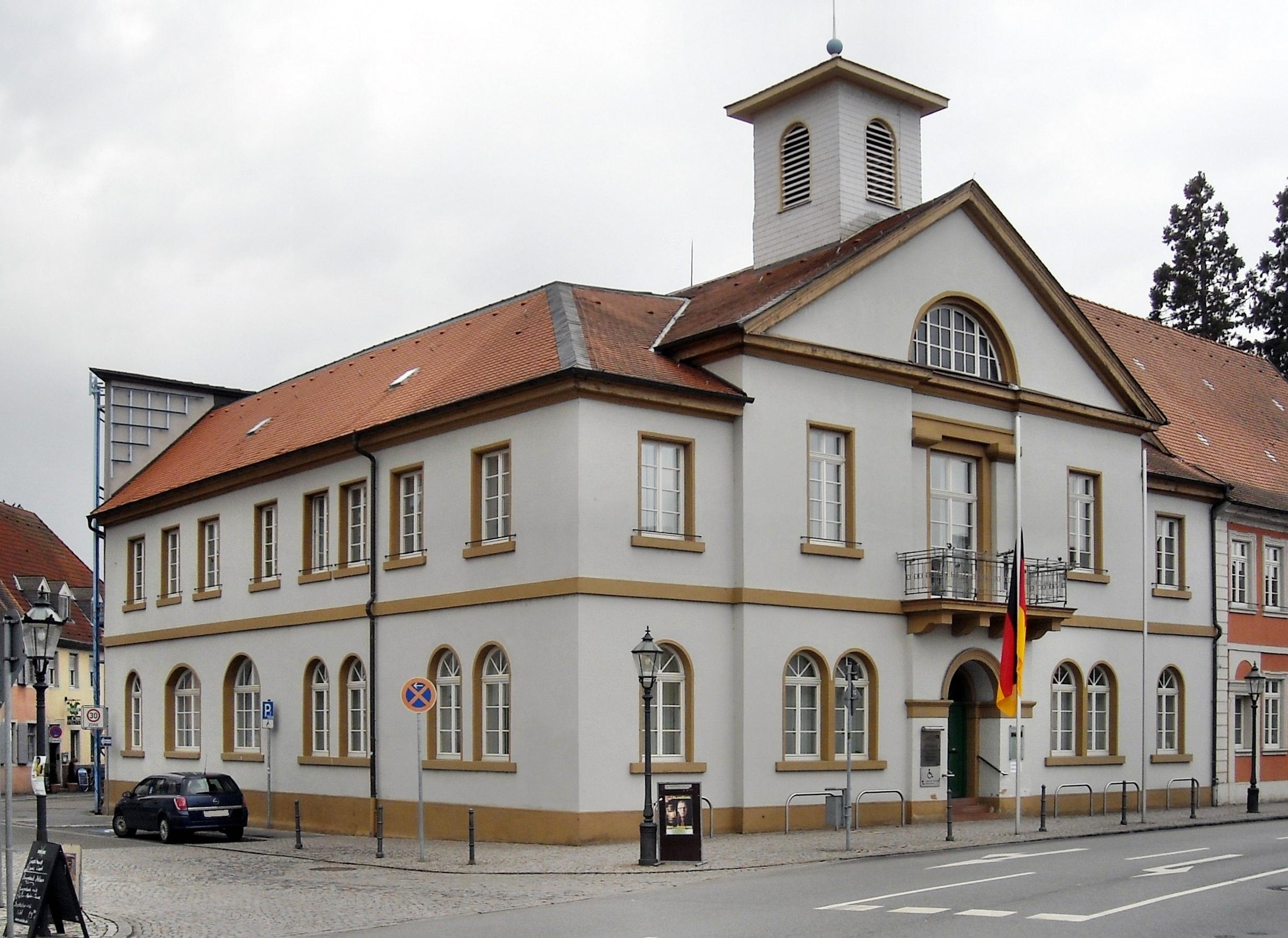
Radnice města

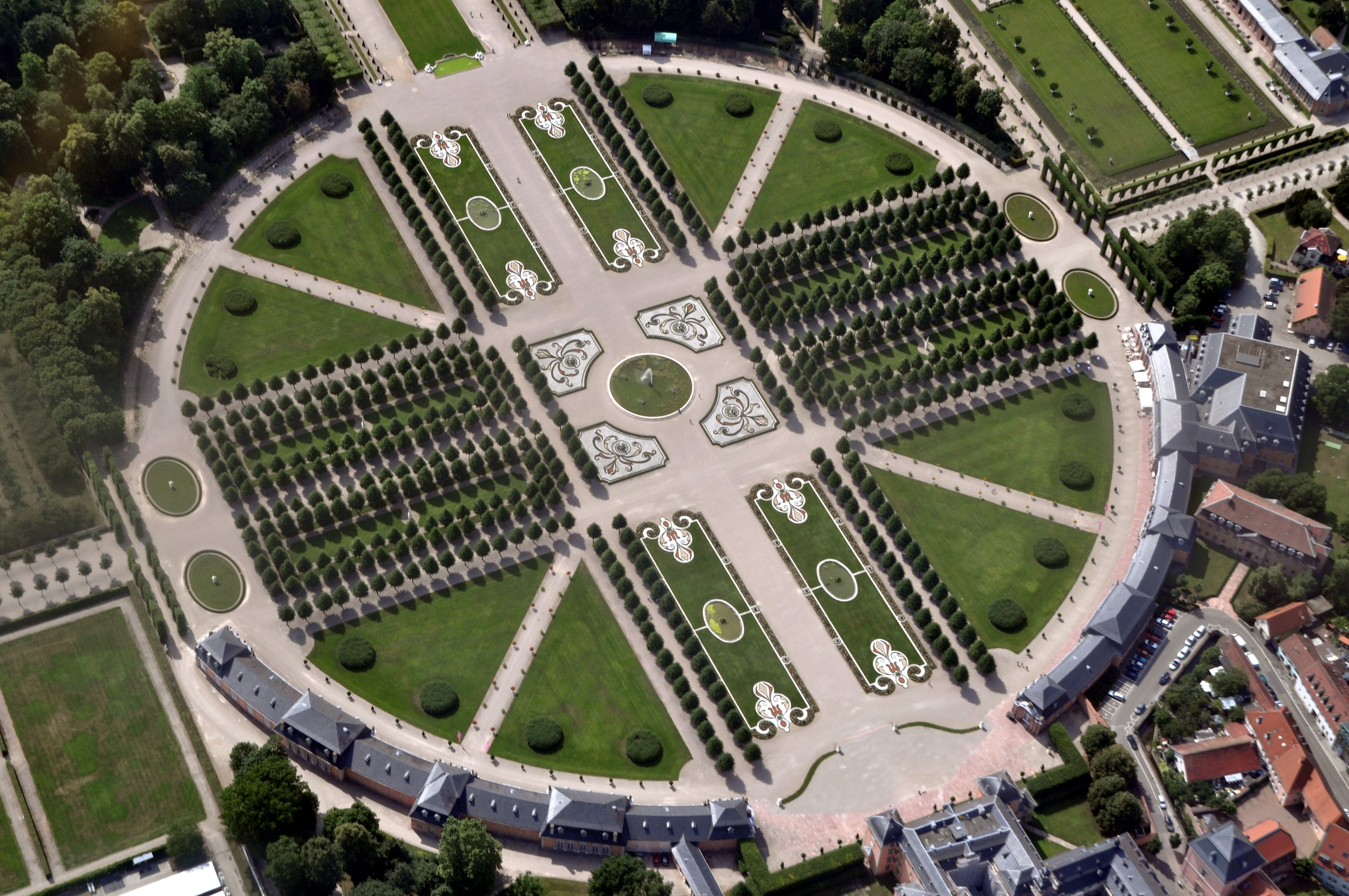
Pohled na zámecké zahrady shora

Schwetzingen byl poprvé zmíněn pod názvem „Suezzingen“ již v prosinci roku 766, avšak známky dřívějšího osídlení se datují již na období neolitu. Jedná se hlavně o nalezené nádoby kultury s lineární keramikou. Roku 1988 zde bylo objeveno největší východoněmecké[zdroj⁠?!] pohřebiště kultury s lineární keramikou.
Roku 1350 byl poprvé zmiňován vodní hrad Schwetzingen. Během třicetileté a později i devítileté války byla ale původní budova zničena a následně zrekonstruována falckým kurfiřtem Janem Vilémem. Od roku 1720 zdejší hrad sloužil jako provizorní sídlo Karla III. Filipa, falckého kurfiřta. I po jeho smrti, roku 1742, zde ale sídlili další a další falčtí kurfiřti a celý jejich dvůr. Byl to právě jeden z kurfiřtů, Karel Teodor, který nechal hrad přestavět na letní sídlo.
Obec se dle všeho skládala ze dvou částí: Oberdorf a Unterdorf (Horní a Dolní ves).
Roku 1759 získal Schwetzinger právo pořádat trhy a během celého 18. století město dostávalo barokní ráz. Roku 1803 pak byl Schwetzinger, společně s celým územím falckých kurfiřtů na východ od Rýna, včleněn do Bádenského velkovévodství. Byl vytvořen samostatný okres Schwetzingen a byl zde vytvořen hlavní úřad. Roku 1833 pak velkovévoda Leopold udělil obci status a práva města. 1850 se pak ve městě začal rozvíjet průmysl. Ve Schwetzingenu začaly prosperovat výrobny doutníků a konzervárny a ve velkém se zde začal pěstovat chřest.
Druhá světová válka město téměř nepoznamenala, ale změnila průmysl a zaměření města. Místo velkých podniků s velkým množstvím pracovníků vznikaly menší firmy zaměřující se na služby. Ve městě se navíc začal rozvíjet i cestovní ruch.

### Znak
Znaku města dominuje zlatý lev na horní části půleného štítu, na dolní části se nachází stříbrný prsten na modrém pozadí. Zlatý lev na černém pozadí má symbolizovat falcké kurfiřty, kteří město vlastnili a renovovali až do roku 1803. Prsten byl původně kolo na pečeti jednoho ze zdejších pánů.

## Památky

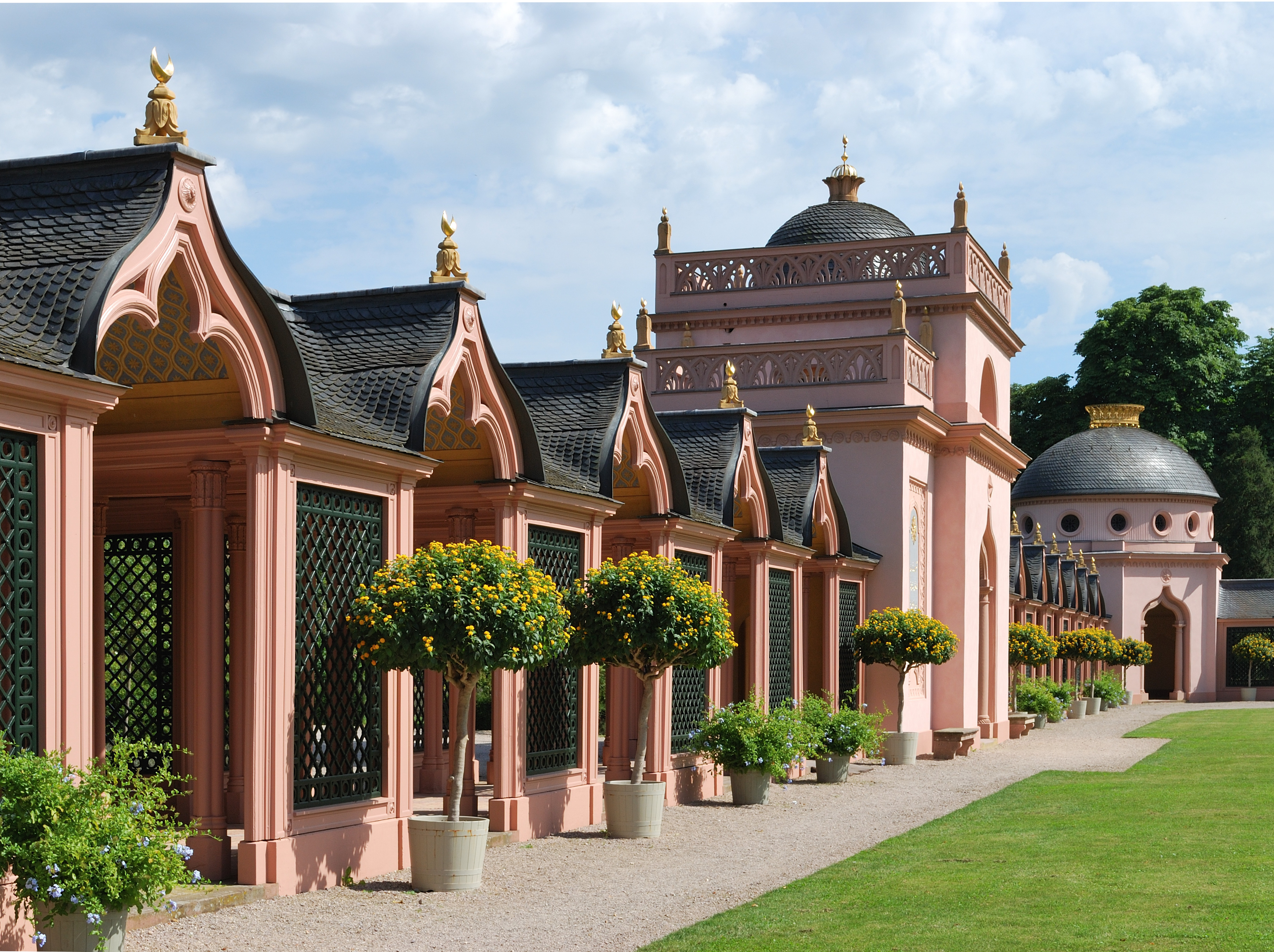
Galerie okolo mešity v zámeckých zahradách ve Schwetzingenu

Nejznámější a nejnavštěvovanější památkou města je místní zámek. Atypické jsou především zahrady, kde se snoubí prvky Francie 17. století i anglických parků. Nachází se v nich sochy od vlámského architekta a sochaře Petera Antona von Verschaffelta. V zahradách se též nachází chrámy zasvěcené Apollónovi, Merkurovi a Minervě nebo mešita.
Zámecké divadlo ve Schwetzingenu (německy Schlosstheater Schwetzingen) bylo postaveno mezi lety 1751 až 1752 na základě nákresů francouzského stavitele Nicolase de Pigagea. Divadlo stojí v areálu zámku a ročně hostí mnohá představení, od opery až po hudební představení. Každý rok na začátku léta se zde koná hudební festival Schwetzingen Festival.
Ve městě se nachází i radnice postavená v roce 1821 a později rozšířená roku 1889. Dále také celkem čtyři kostely, z nichž nejstarší je ten zasvěcený svatému Pankráci z roku 1736. O necelých dvacet let později byl postaven i evangelický kostel, který byl ale značně rozšiřován na konci 19. a začátku 20. století.

## Známí občané

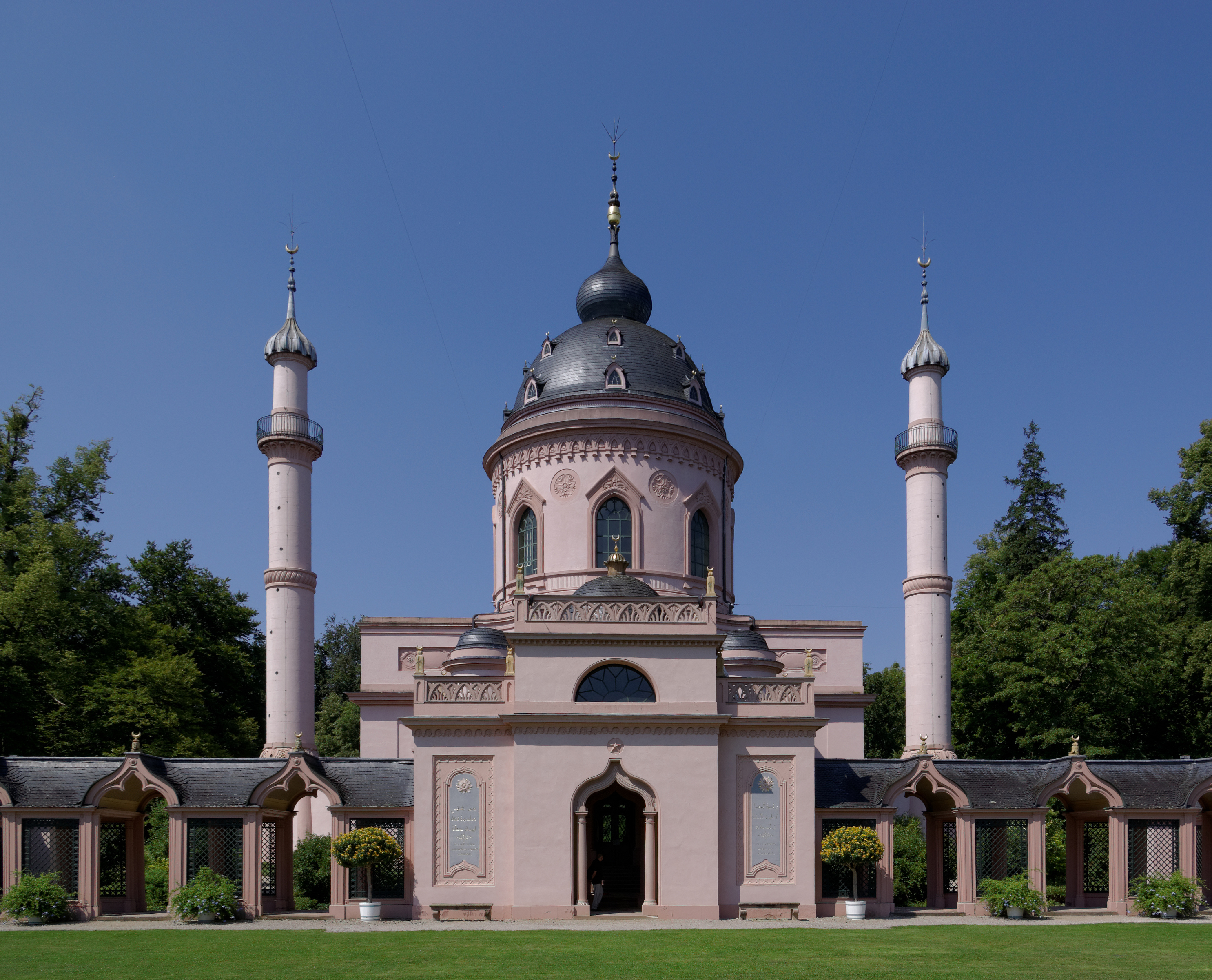
Mešita v zámeckých zahradách

- Gerrit Müller (* 1984), německý fotbalista
- Otto Abetz (1903–1958), německý nacistický diplomat
- Max Ilgner (1899–1966), německý průmyslník
- Luisa Amélie Bádenská (1811–1854), švédská princezna
- Franz Danzi (1763–1826), německý violoncellista a hudební skladatel
- Johann Peter Hebel (1760–1826), německý spisovatel a pedagog
- Maxmilián I. Josef Bavorský (1756–1825), první bavorský král

## Partnerská města
Schwetzingen podepsal smlouvy o spolupráci s těmito městy:
- Lunéville, Francie
- Pápa, Maďarsko
- Spoleto, Itálie
- Fredericksburg, Virginie, USA